# Повилика тимьяновая
Повили́ка тимья́новая, или Повилика тимья́нная (лат. Cuscúta epithýmum) — паразитическое растение; вид рода Повилика семейства Вьюнковые (Convolvulaceae). Один из русскоязычных синонимов названия - Повилика кле́верная по современной классификации относится к таксону Повилика тимьяновая подвид тимьяновая (Cuscuta epithymum subsp. epithymum syn. Cuscuta trifolii).
Карантинный сорняк.

## Ботаническое описание

### Морфология

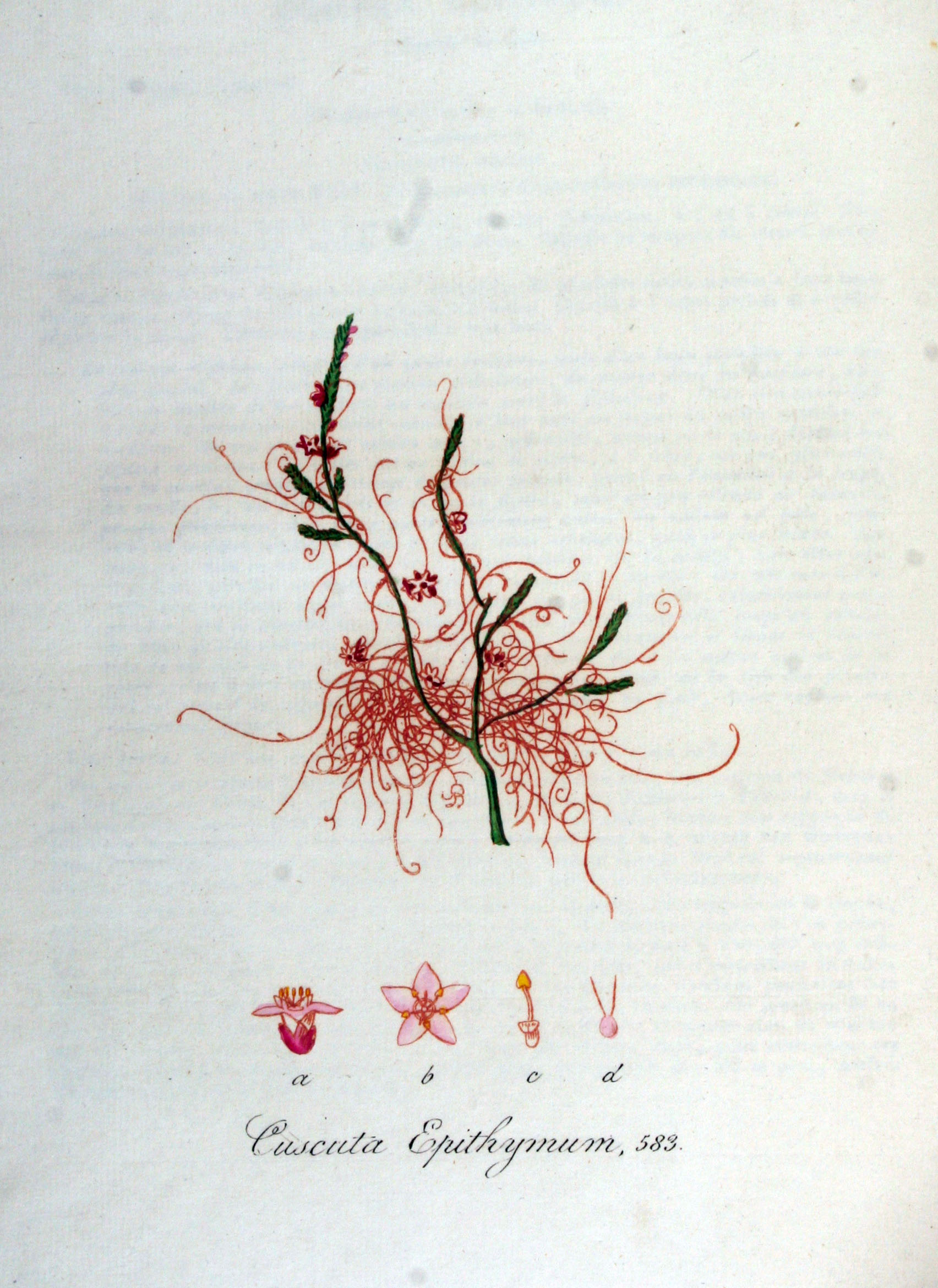

#### Жизненная форма
Паразитирует на многих дикорастущих (чаще всего бобовых) и культурных растениях: подмареннике, клевере, лядвенце рогатом, тимьяне и других. Специализируется к паразитированию на тимьяне.
Корневая система отсутствует: растение питается и крепится с помощью присосок к растению-хозяину, вытягивая питательные вещества, зачастую приводя к его гибели.

#### Стебель
Стебель нитевидный ветвящийся красноватый, иногда желтоватого оттенка, достигает толщины 0.3 - 0.5 мм, нередко покрывает густым войлоком землю под растением-хозяином. Покрыт множеством цветков.

#### Листья
Листья редуцированы до мелких, едва заметных чешуек, из пазух которых выходят боковые ветви и соцветия.

#### Цветок
Цветки мелкие, 2-3 мм дл., на коротких цветоножках, собраны в плотные соцветия.
Соцветия — многоцветковые шаровидные клубочки. Чашечка сростнолистная, значительно короче венчика. Венчик розоватый, его лопасти загнуты внутрь и немного короче трубочки. Столбики почти одинаковой длины с завязью, равномерно тонкие.
Плод — яйцевидно-шаровидная коробочка.

## Классификация

### Таксономия
Cuscuta epithymum L., 1759, Amoen. Acad. 4: 478
Вид Повилика тимьяновая относится к роду  Повилика (Cuscuta) семейства Вьюнковые  (Convolvulaceae) порядка Паслёноцветные (Solanales). Кладограмма в соответствии с Системой APG IV по состоянию на декабрь 2023 года:
|  |                          |  |                                   |                                   |           |  | еще 4 семейства | еще 4 семейства |                     |  |                          |  | еще 221 подтвержденный вид и 36 видов, ожидающих подтверждения | еще 221 подтвержденный вид и 36 видов, ожидающих подтверждения |  |
|  |                          |  |                                   |                                   |           |  | еще 4 семейства | еще 4 семейства |                     |  |                          |  | еще 221 подтвержденный вид и 36 видов, ожидающих подтверждения | еще 221 подтвержденный вид и 36 видов, ожидающих подтверждения |  |
|  |                          |  |                                   | порядок Паслёноцветные            |           |  |                 |                 | Повилика            |  |                          |  |                                                                |                                                                |  |
|  |                          |  |                                   | порядок Паслёноцветные            |           |  |                 |                 | Повилика            |  | 6 внутривидовых таксонов |  |                                                                |                                                                |  |
|  | клада Цветковые растения |  |                                   |                                   | Вьюнковые |  |                 |                 | Повилика тимьяновая |  |                          |  |                                                                |                                                                |  |
|  | клада Цветковые растения |  |                                   |                                   |           |  |                 |                 |                     |  |                          |  |                                                                |                                                                |  |
|  |                          |  | ещё 63 порядка цветковых растений | ещё 63 порядка цветковых растений |           |  |                 | еще 58 родов    | еще 58 родов        |  |                          |  |                                                                |                                                                |  |
|  |                          |  |                                   | ещё 63 порядка цветковых растений |           |  |                 |                 | еще 58 родов        |  |                          |  |                                                                |                                                                |  |

### Внутривидовые таксоны
- Cuscuta epithymum subsp. epithymum
- Cuscuta epithymum var. alba (J.Presl & C.Presl) Trab.
- Cuscuta epithymum var. kotschyi (Des Moul.) Engelm.
- Cuscuta epithymum var. macranthera (Heldr. & Sartoni) Engelm.
- Cuscuta epithymum var. rubella (Engelm.) Trab.
- Cuscuta epithymum var. scabrella (Engelm.) Yunck.